# Jette Albinus
 (septembre 2022).
Pour les articles homonymes, voir Albinus.
Jette Albinus (née en 1966) est une militaire danoise. Le 11 septembre 2017 elle est promue au grade de général et également chargée de prendre le commandement de la Home Guard danoise,. Elle devient alors, après Lone Træholt, la deuxième femme de l'Armée Royale danoise à être nommée à ce grade.

## Biographie
Née le 8 avril 1966, Jette Albinus commence sa carrière militaire en 1988 en suivant une formation d'officier de réserve. En 1990, elle poursuit sa formation de base d'officier jusqu'en 1995 où elle passe un an à l'Académie militaire royale danoise. Elle fréquente ensuite le Royal Danish Defence College entre 2001 et 2003. En 2009, elle obtient une maîtrise en sport et bien-être de l'Université de Copenhague.
Albinus a gravi les échelons depuis qu'elle est devenue lieutenant principal en 1990, devenant capitaine (1996), major (2003), lieutenant-colonel (2009) et enfin générale en 2017. En 1996, elle enseigne à la Home Guard School. En 2000, elle est officier des opérations dans la 1ère brigade du Jutland. En 2003, elle rejoint l'Institut des opérations militaires du Defence College en tant qu'enseignante et membre du groupe des médias et en 2008, elle est nommée cheffe du district de West Jutland Home Guard. Plus récemment, elle est responsable de la formation de base des officiers à l'École de formation des officiers de l'armée de 2012 à 2014 et à partir de 2014, elle dirige le Centre danois des vétérans.